# Sikhisme au Brésil
 (juillet 2025).
Les Sikhs au Brésil sont une minorité religieuse et on estime qu'environ 300 Sikhs vivent dans le pays,,.

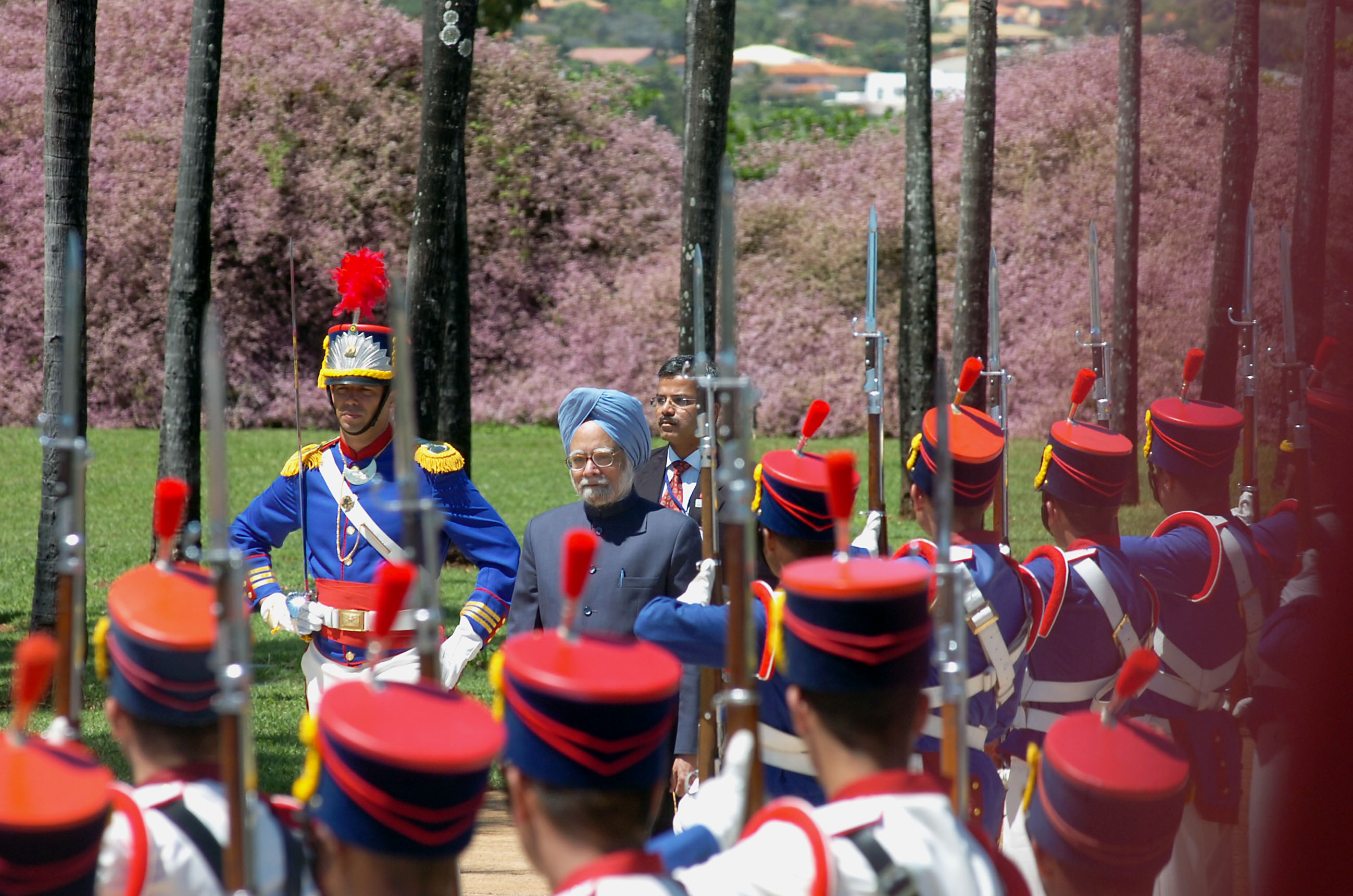
Le président indien Manmohan Singh au Palácio da Alvorada, Brésil (2006).

## Histoire

### Début du XXesiècle
Les Sikhs brésiliens ont commencé à s'installer au Brésil avec l'arrivée des premiers immigrants sikhs au début du XXe siècle. Ces immigrants, venus au Brésil à la recherche de meilleures perspectives économiques, se sont installés principalement dans le sud du pays, dans l'État brésilien du Paraná. Cependant, la plupart des Sikhs sont partis au Brésil pour rejoindre l'Argentine.
Les sikhs d'Amérique latine, notamment du Brésil, ont également fait l'objet de recherches universitaires. Dans son ouvrage « Sikhs in Latin America: Travels Among the Sikh Diaspora », Swaran Singh offre un aperçu complet de l'histoire et de la culture des sikhs de la région. Ses recherches mettent en lumière les défis auxquels les sikhs d'Amérique latine sont confrontés pour préserver leurs traditions religieuses et culturelles tout en s'intégrant dans leurs sociétés d'accueil.

### 21esiècle
Le sikhisme est reconnu pour son engagement en faveur de l'égalité et de la justice sociale, et la communauté sikhe du Brésil s'efforce de promouvoir ces valeurs au sein de sa communauté et dans la société brésilienne au sens large. En 2018, une délégation de sikhs brésiliens s'est rendue au Temple d'Or d'Amritsar, en Inde, pour plaider en faveur de l'égalité des sexes au sein de la communauté sikhe. La délégation, composée d'hommes et de femmes, a appelé à la levée des restrictions à la participation des femmes à certaines cérémonies religieuses sikhes,.

## Démographie
La plupart des Sikhs du Brésil appartiennent à la communauté 3HO ou sont des migrants pendjabis venus chercher des opportunités commerciales. Les descendants des générations d'immigrants précédentes se sont généralement mariés à des personnes d'une autre culture et d'une autre religion, en raison de l'absence d'une importante population sikh.

## Gurdwaras
La communauté sikh du Brésil a établi plusieurs gurdwaras, ou lieux de culte, à travers le pays. L'un des plus célèbres est le Shri Arjun Dev Sahib Gurdwara de São Paulo, inauguré en 1987. Ce gurdwara est le premier et le plus grand temple sikh du Brésil et est devenu un symbole de la présence de la communauté sikh dans le pays.